# ホアキン・コルテス
ホアキン・コルテス（Joaquín Cortés、本名ホアキン・ペドラハ・レジェスJoaquín Pedraja Reyes、1969年2月22日 - ）は、スペイン出身のフラメンコ・ダンサー、俳優。

## 経歴
コルドバ生まれ。ロマの家系。生後間もなくマドリードに移る。叔父でフラメンコ舞踊家のクリストバル・レジェスの影響で舞踊全般を学び、13歳でテレビ番組のダンサーとして仕事を始め、14歳でスペイン国立バレエ団附属学校に入り、翌年、スペイン国立バレエ団に入団し、世界中をツアーで回る。2年後ソリストに昇格するが90年退団。タブラオ『サンブラ』やバレエガラ、人気ポップグループのMVへの出演などを経て、1992年に自身のカンパニーを結成。1995年の作品『ジプシー・パッション』で世界中にブームを引き起こす。1990年代半ばからは映画界にも進出し、ペドロ・アルモドバルの『私の秘密の花』などにも出演している。